# 深宵巴士路線

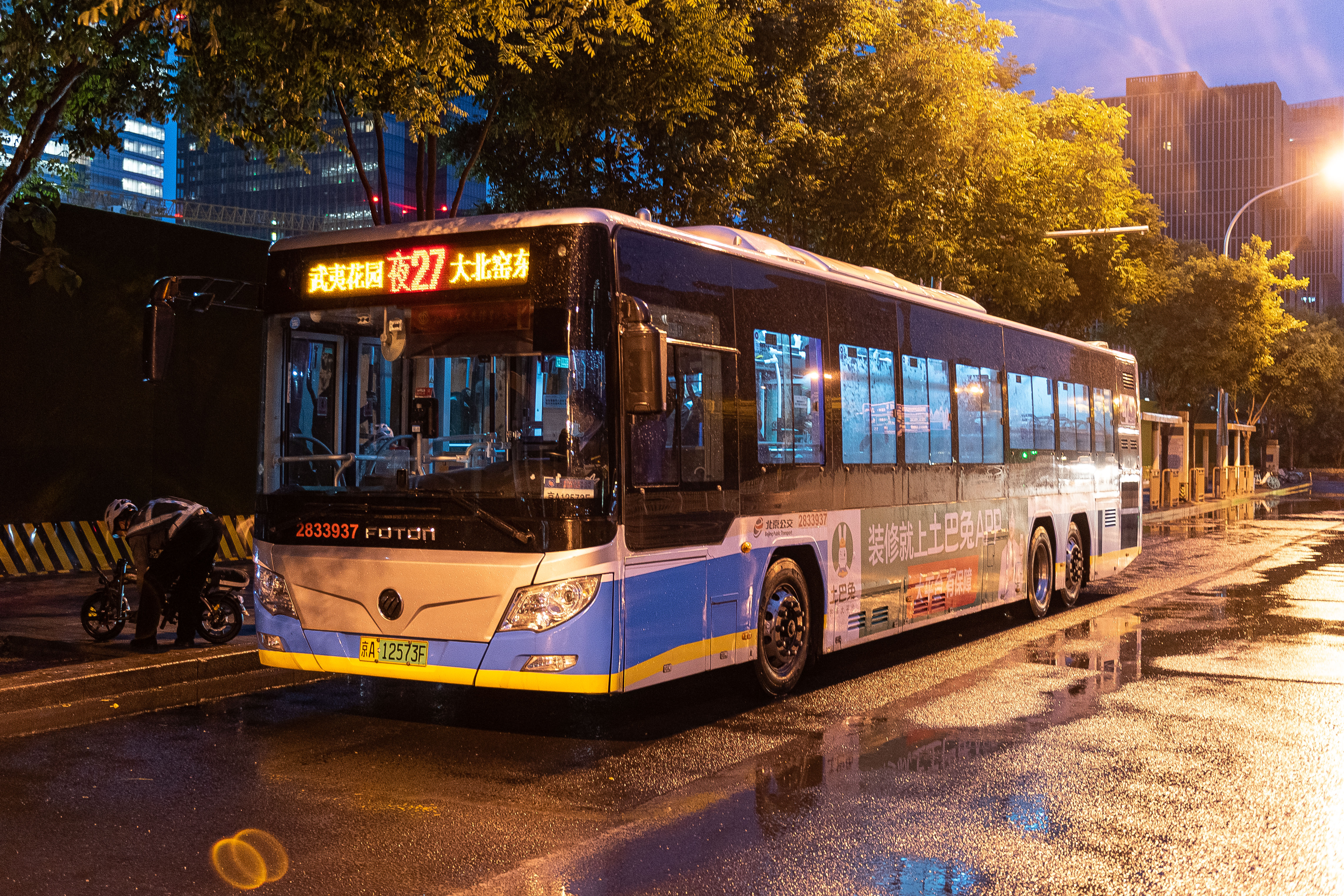
由通州武夷花园开往大北窑的北京夜班公交夜27路

深宵巴士路線，是指在由晚間行駛的巴士路線，特別是深宵服務。

## 特點
與日間路線相對，深宵巴士的價錢比日間的巴士路線昂貴一點。不少大城市都有深宵巴士路線，服務夜間出門人士。深宵巴士大多只在最終一班巴士或鐵路列車開出前後，開出1班至2班班次，甚少終夜運行。只有很少地方例如香港，才有大部份深宵巴士終夜運行。
深宵巴士除了在市內行走，亦有長途行走的深宵巴士。長途行走的深宵巴士，通常晚上出發，翌朝到達，為乘客節省一晚住宿費用。